# اتحادیه گمرکی
اتحادیه گمرکی قراردادی میان دو یا چند کشور برای تسهیل تجارت با برقرار کردن تعرفه گمرکی واحد و برداشتن مرزهای گمرکی میان خود و حذف مقررات محدودکنندهٔ تجارت در داخل اتحادیه گمرکی است.

## اتحادیه‌های گمرکی
از معروفترین اتحادیه‌های گمرکی می‌توان به موارد زیر اشاره کرد:
- اتحادیه اروپا
- اتحادیهٔ گمرکی اوراسیا